# Haunt (film 2013)
Haunt è un film del 2013 diretto da Mac Carter.
Film horror è il lungometraggio d'esordio alla regia per Carter. Il film, uscito il 6 novembre 2013 alla Film Society del Lincoln Center, ed è stato poi pubblicato su video on demand il 7 febbraio 2014. 
Il protagonista è Harrison Gilbertson, un adolescente che si trasferisce in una nuova casa e va incontro ad un risveglio non solo sessuale ma anche inquietante e terrificante.